# Lentilka pro dědu Edu
Lentilka pro dědu Edu je dětská kniha české spisovatelky Ivony Březinové, vydaná v roce 2006 nakladatelstvím Albatros a určena čtenářům od šesti let. Příběh je rozdělen do přehledných odstavců, které na 81 stranách humorným způsobem seznamují čtenáře s Alzheimerovou chorobou. Jedná se o první knihu v literatuře pro děti, která ztvárňuje problematiku Alzheimerovy choroby.
Knihu doprovázejí ilustrace Evy Mastníkové, jejíž obrázky doprovázejí celou sérii knih Anička od Ivany Peroutkové. Dále se objevily v knihách Jak jsem si udělal sochu, Louisa a Lotka, Domov pro Marťany či Skřítek Křesadýlko a víla Rozárka.

## Děj
Kniha vypráví o soužití malého Honzíka, jeho maminky, tatínka, dědečka Arnošta a pradědečka Edy.
Celý příběh začíná tím, že pradědečka Edu přivede domů policie. Zapomněl totiž, kde je doma. Rodiče si myslí, že jde o pouhou sklerózu. Dědeček postupně stále více zapomíná. Honzík s ním zažívá spoustu legrace, ale občas ho rozzlobí, když mu dědeček něco provede. Jednou ho děda vezme do obchodu, nakoupí spoustu rohlíků a Honzíka tam zapomene. Jindy si spolu hrají na poštu a použijí tatínkovu sbírku známek... Jak už to tak bývá, co se někomu zdá legrační, jinému ne. Honzík tak dostává vynadáno i za situace, ve kterých se vyskytne poměrně nevinně. Postupem času se ukáže, že děda nedělá lumpárny naschvál, nebo kvůli tomu, že by zapomínal, ale proto, že je nemocný. To rodiče vysvětlí i Honzíkovi.
Dědových lumpáren přibývá – zamkne se na záchodě a nezvládne se dostat ven, jindy si vyžehlí kravatu a zapnutou žehličku použije jako těžítko na noviny. Maminka nestíhá pracovat a zároveň hlídat dědu i Honzíka. Honzík tedy musí do školky a děda do stacionáře.
Jednoho dne pradědeček zapomene, že už si vzal prášky. V nestřežené chvíli jich spolyká velké množství a tak musí do nemocnice. Po návratu si chce vzít další. Honzík mu nabídne své lentilky. Od té doby je dostává, kdykoli si vzpomene, že potřebuje lék. Časem se nemoc zhoršuje. Dědeček přestává poznávat osoby kolem sebe, nepoznává ani svůj odraz v zrcadle a zapomene si dojít na záchod... Honzík nezvládá pochopit, proč se na dědu nikdo nezlobí a on ve stejné situaci dostal vynadáno. Maminka mu vysvětlí, že za vše může dědečkova nemoc. V ten den se Honzík rozhodne, že bude vědcem, který najde lék pro dědu Edu.

## Přijetí díla
Čtenářské recenze na webu Databazeknih.cz jednoznačně mluví o úspěšnosti knihy. Přiznávají, že jde o silný příběh a shodují se na citlivém a pravdivém vykreslení situací. Zároveň vřele doporučují dílo i dalším čtenářům. Knihu ohodnotilo celkem 137 čtenářů a celkové hodnocení dosáhlo 96%.
O úspěchu díla vypovídá i turné, které autorka uskutečnila v roce 2014 na základních školách. Na besedách dětem přečetla úryvek z knihy a zároveň je seznámila s tím, jak taková knížka vniká. Jelikož se jedná o téma nemoci, byly součástí programu i hry na paměť. Učitelé, kteří se těchto besed zúčastnili ocenili hlavně citlivost a zábavnost formy, kterou bylo dětem téma podáno.

### Překlady
Kniha byla v roce 2008 přeložena do polského jazyka pod názvem Cukierek dla dziadka Tadka. Přeložila Maria Marjańska-Czernik, ilustrace zajistila Justyna Mahboob. O uvedení díla mezi čtenáře se postaralo Wydawnictwo Piotra Marciszuka STENTOR.
V roce 2015 vyšla v nakladatelství Perfekt slovenská verze Lentilka pre dedka Edka, kterou přeložila Gabriela Futová. Ve stejném roce vznikl překlad Bobmonček za dedija Edija, o který se postarala slovinská překladatelka Diana Pungeršič.

### Ocenění (2006)[7]
- Suk – Cena knihovníků
- Suk – 20 nejčtenějších knih roku – anketa dětí (4. místo)
- Čestné uznání nakladatelství Albatros
- nominace na Zlatou stuhu[8]

### Další zpracování
V roce 2013 byla vydána e-kniha na portálu www.ereading.cz.
V roce 2015 vyšla nezkrácená audiokniha, které propůjčil svůj hlas Martin Dejdar. Ivona Březinová napsala příběh dědy Edy i z pohledu Honzíkovy maminky s názvem Trenky přes kalhoty, který můžeme slyšet v podání Barbory Hrzánové. Tento příběh je napsán pro zvukové zpracování, je určen především rodičům dětí a zatím nevyšel tiskem.

## Zajímavosti
Ivona Březinová se díky Lentilce stala v roce 2013 patronkou Alzheimer nadačního fondu.
Ke zpracování tématu ji inspiroval její bývalý spolužák. Před samotným sepsáním díla prostudovala množství odborné literatury a zúčastnila se stáže v Senior centru v Ústí nad Labem, kde se seznámila s lidmi, kterých se tato nemoc bezprostředně dotkla.